# Chan Vathanaka
Chan Vathanaka (ur. 23 stycznia 1994 w Kampot) – kambodżański piłkarz występujący na pozycji napastnika.

## Kariera piłkarska
Od 2011 roku występował w Svay Rieng, Boeung Ket Rubber Field i Fujieda MYFC.